# مينيولا (فلوريدا)
مينيولا (بالإنجليزية: Minneola)‏ هي مدينة أمريكية تقع في ولاية فلوريدا. تبلغ مساحة هذه المدينة 8.3 (كم²)،ويبلغ عدد سكانها 5435 نسمة حسب إحصاء سنة 2010 م 5435.تشير إحصاءات سنة 2000م بأن الكثافة السكانية في هذه المدينة تقدر بـ(654.8) نسمة/كم2 